# Fundació Eclipse
Fundació Eclipse és una organització sense ànim de lucre, als EUA s'anomena 501(c)(6), que administra la comunitat de codi obert anomenada Eclipse. El seu objectiu és el desenvolupament d'una plataforma de programari i eines relacionades anomenada Eclipse. Es va crear el 2003 i la seva seu és a Ottawa Ontario, Canadà.

## Membres estratègics
- CEA List, Codenvy, CA, Ericsson, IBM, itemis, Obeo, Oracle, Red Hat, Robert Bosch GmbH, SAP

## Projectes més importants
| Nom curt                 | Nom llarg                               | Descripció                                           |
| ------------------------ | --------------------------------------- | ---------------------------------------------------- |
| BIRT                     | Eines Business Intelligence i Reporting |                                                      |
| Che                      |                                         | IDE basat en la web i "Cloud" (informàtica al núvol) |
| Datatools                | Plataforma Data Tools                   |                                                      |
| Eclipse                  | Projecte Eclipse                        | El projecte principal d'entorn Eclipse IDE           |
| Eclipse Modeling Project |                                         |                                                      |
| EE4J                     | Eclipse Enterprise per Java             | Plataforma Java, versió empresa                      |
| IoT                      | Internet de les coses                   | IDE per la internet de les coses                     |
| Mylyn                    |                                         | Integració amb el manegament de tasques              |
| RT                       | Runtimes                                |                                                      |
| SOA                      | Projecte SOA Platform                   |                                                      |
| Technology               | Projecte Technology                     |                                                      |
| Tools                    | Projecte Tools                          |                                                      |
| WTP                      | Projecte Web Tools Platform             |                                                      |